# Сосновка (Тереньгульський район)
Сосновка (рос. Сосновка) — село в Тереньгульському районі Ульяновської області Російської Федерації.
Населення становить 668 осіб. Входить до складу муніципального утворення Білогорське сільське поселення.

## Історія
Від 2004 року входить до складу муніципального утворення Білогорське сільське поселення.

## Населення
| 2010 |
| ---- |
| 668  |